# Schmuel Elijahu

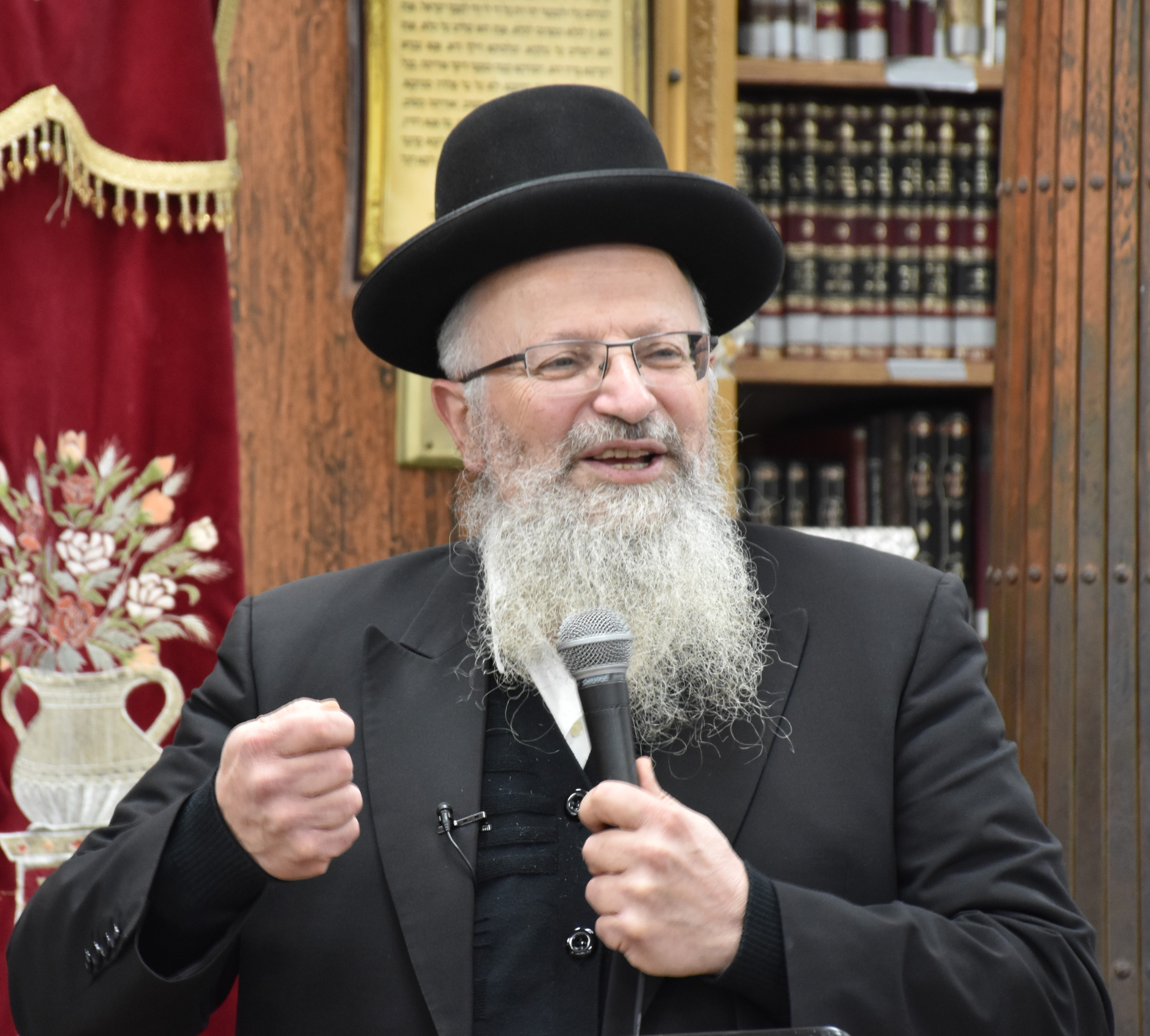
Schmuel Elijahu, 2019

Schmuel Elijahu (hebräisch שמואל אליהו; * 29. November 1956 in Israel) ist ein israelischer Rabbiner aus Safed. Er gehört zum obersten rabbinischen Rat in Israel und ist in der israelischen Öffentlichkeit durch rechtsextreme Positionen bekannt.

## Frühe Jahre
Schmuel Eliyahu ist der Sohn von Mordechai Eliyahu, dem früheren sephardischen Oberrabbiner von Israel. Er studierte an der Jerusalemer Jeschiwa Jaschlaz und später an der Merkas HaRaw Kook.

## Karriere
Nach seinem Studium wurde er Oberrabbiner von Schlomi, Israel. Drei Jahre später wurde er Oberrabbiner von Safed. Im Juli 2013 bewarb er sich für die Position des sephardischen Oberrabbiners von Israel. Der israelische Generalstaatsanwalt forderte ihn dazu auf, seine Kandidatur zurückzuziehen. Anlass dafür waren aufhetzende Äußerungen in den Jahren zuvor. Das Mitglied der Knesset (israelisches Parlament) Esawi Frej reichte eine dringliche Petition beim Obersten Gericht ein, die es Elijahu verbieten solle, sich für dieses Amt zu bewerben, da er rassistische Kommentare abgegeben habe, die die Werte des Staates Israel zerstören würden.
Elijahu hat mehrere Bücher veröffentlicht, darunter Bücher zur Halakha.

## Ansichten

### Flächenbombardement
Nach einem Bericht vom 30. Mai 2007 in der The Jerusalem Post, propagierte Elijahu Flächenbombardement der Gebiete im Gazastreifen, aus denen Kassamraketen auf Israel abgeschossen wurden. Dabei sei auf das Leben von Palästinensern keine Rücksicht zu nehmen. Dabei soll er auch Folgendes gesagt haben: „Wenn sie nach 100 Toten nicht aufhören, müssen wir tausend töten. Wenn sie nach 1000 Toten nicht aufhören, müssen wir zehntausend töten. Wenn sie dann immer noch nicht aufhören, müssen wir 100.000 oder auch eine Million töten. Was immer es braucht, sie müssen aufhören.“

### Staatliche Racheakte
Im März 2008 forderte er „staatliche Racheakte“ gegen Araber. Laut Haaretz wollte er, dass die Kinder des Terroristen, der das Massaker an der Merkas HaRaw Kook ausgeübt hatte, an einem Baum erhängt werden.

### Forderung nach einem religiösen Premierminister
Elijahu forderte einen religiösen Premierminister. Er bezog sich auf den früheren Premier Ehud Olmert und sagte, dieser sei „ohne Glaube, ohne Glaubwürdigkeit und ohne Werte“ gewesen.

### Vermietung an Araber
Elijahu forderte 2010 die Juden von Tzfat auf, keine Häuser an Araber zu vermieten. Dies führte zu erheblichen Protesten in Israel.

### Anerkennung Jerusalems als Hauptstadt Israels
Nachdem US-Präsident Donald Trump im Dezember 2017 Jerusalem als Hauptstadt Israels anerkannt und die Übersiedlung der US-Botschaft in Israel von Tel Aviv nach Jerusalem angekündigt hatte, schrieb Schmuel Elijahu gemeinsam mit 250 anderen israelischen orthodoxen Rabbinern einen Brief an Trump, in dem dessen Israel-Politik gepriesen wurde: „Möge Gottes Versprechen an Joschua (1:9) in Ihnen erfüllt werden.“